# ايراز (حديبو)

تعديل مصدري - تعديل

ايراز إحدى قرى مديرية حديبو التابعة لمحافظة سقطرى، بلغ تعداد سكانها 12 نسمة حسب تعداد اليمن لعام 2004.